# Uziomy niezależne
Uziomy niezależne – uziomy rozmieszczone w takiej odległości od siebie, że podczas przepływu maksymalnego prądu przez którykolwiek z nich, nie spowoduje to w istotny sposób na zmianę potencjału innych uziomów.